# Pacífico (película)
Pacífico es una película de terror y ciencia ficción colombiana-argentina.

## Sinopsis
Un grupo de jóvenes viajeros, Éber (Manolo Cardona), Erika (María Gabriela de Faría), Mateo (Ricardo Abarca), Tiago (Christopher Von Uckermann) y Anne (Diana Neira) están varados en una isla en el Pacífico en Colombia en dónde se encuentran con un nativo el cual realiza sacrificios, pero más temprano que tarde se dan cuenta de que existe una presencia maligna que se ha mantenido oculta a la humanidad durante siglos.

## Reparto

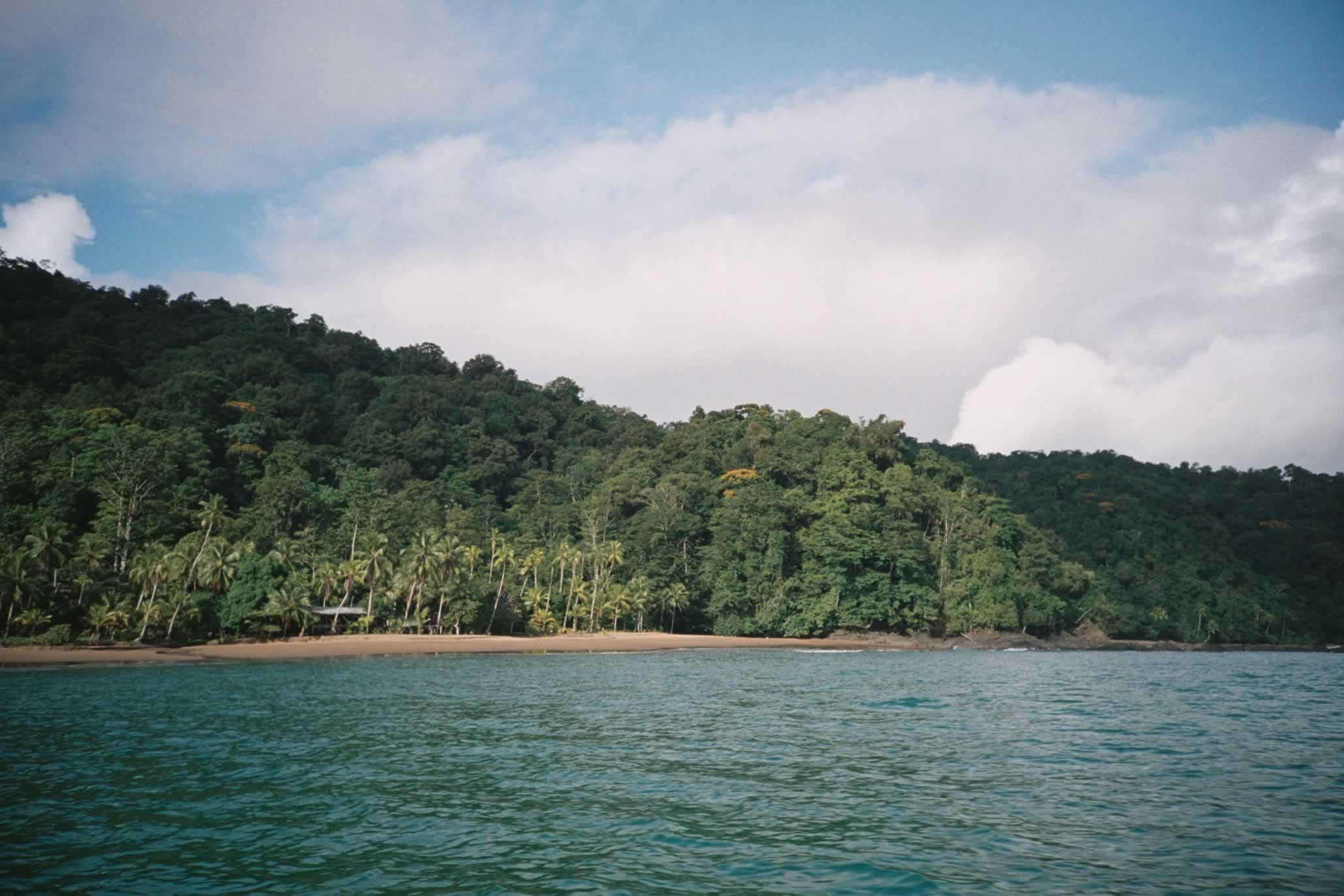
Océano Pacífico en el Departamento de Chocó lugar en el que se filmó la película.

| Actor/Actriz              | Personaje |
| ------------------------- | --------- |
| Manolo Cardona            | Éber      |
| Ricardo Abarca            | Mateo     |
| María Gabriela de Faría   | Erika     |
| Christopher Von Uckermann | Tiago     |
| Diana Neira               | Anne      |
| María Nela Sinisterra     | Nazira    |
| Claudio Cataño            | Azul      |
| Patricia Castañeda        | Julia     |

## Producción
La película  fue filmada en Bogotá y Chocó en  Colombia.
Es básicamente la historia de uno grupo de jóvenes que llega a una isla en busca de aventuras y se encuentran con un nativo que sacrifica personas. Al principio no saben quién es, pero después descubren que es un dios extraterrestre. 
El elenco reúne a personalidades de Latinoamérica desde argentinos, venezolanos, colombianos y mexicanos. Fue cerca de un mes de gran esfuerzo en la producción en el que se usó pantalla verde para recrear escenarios con actores como Manolo Cardona y Ricardo Abarca, además se usó varios meses en la preproducción.